# Centaurul (constelație)
Centaurul (în latină Centaurus) este o constelație australă.

## Mitologie
În mitologie, centaurul era o ființă jumătate om, jumătate cal, care își avea toți descendenții din Ixion și Nephele (care fusese de fapt un nor desenat de către Zeus cu forma soției sale, Hera).
Centaurul era prezent într-un mare număr de mituri grecești.

## Obiecte cerești

### Stele
În constelația Centaurului se află cea mai apropiată stea de Sistemul Solar, anume steaua Proxima Centauri. Alte stele importante din această constelație sunt Alpha Centauri A și B, care sunt, de altfel, și cele mai strălucitoare.